# Puntate di Watchmen
Le puntate della miniserie televisiva Watchmen sono state trasmesse sul canale statunitense HBO dal 20 ottobre al 15 dicembre 2019.
In Italia la miniserie è andata in onda in prima visione in lingua italiana sul canale satellitare Sky Atlantic dal 28 ottobre al 23 dicembre 2019. È stata trasmessa in lingua originale sottotitolata in italiano dal 21 ottobre al 16 dicembre 2019, in simulcast con HBO.
| nº | Titolo originale                           | Titolo italiano                                    | Prima TV USA     | Prima TV Italia  |
| -- | ------------------------------------------ | -------------------------------------------------- | ---------------- | ---------------- |
| 1  | It's Summer and We're Running Out of Ice   | È estate e stiamo finendo il ghiaccio              | 20 ottobre 2019  | 28 ottobre 2019  |
| 2  | Martial Feats of Comanche Horsemanship     | Prodezze marziali dei guerrieri comanche a cavallo | 27 ottobre 2019  | 4 novembre 2019  |
| 3  | She Was Killed by Space Junk               | È stata uccisa da rifiuti spaziali                 | 3 novembre 2019  | 11 novembre 2019 |
| 4  | If You Don’t Like My Story, Write Your Own | Se non ti piace la mia storia, scrivi la tua       | 10 novembre 2019 | 18 novembre 2019 |
| 5  | Little Fear of Lightning                   | Una leggera paura dei fulmini                      | 17 novembre 2019 | 25 novembre 2019 |
| 6  | This Extraordinary Being                   | Questo essere straordinario                        | 24 novembre 2019 | 2 dicembre 2019  |
| 7  | An Almost Religious Awe                    | Un'ammirazione quasi religiosa                     | 1º dicembre 2019 | 9 dicembre 2019  |
| 8  | A God Walks into Abar                      | Un dio entra in un bar                             | 8 dicembre 2019  | 16 dicembre 2019 |
| 9  | See How They Fly                           | Guarda come volano                                 | 15 dicembre 2019 | 23 dicembre 2019 |

## È estate e stiamo finendo il ghiaccio
- Titolo originale: It's Summer and We're Running Out of Ice
- Diretta da: Nicole Kassell
- Scritta da: Damon Lindelof

### Trama
Durante il massacro di Tulsa del 1921, un bambino afroamericano perde i propri genitori. Nella Tulsa del 2019, un poliziotto viene gravemente ferito da un membro del Settimo Cavalleria, un gruppo clandestino i cui membri indossano la maschera del vigilante Rorschach e compiono atti di terrorismo contro le minoranze a cui il pluridecennale governo del Presidente Redford concede dei risarcimenti statali: da quando la polizia di Tulsa è stata decimata in un loro attacco qualche anno prima, è stata varata una legge che permette agli agenti di operare a volto coperto per nascondere la propria identità, oltre che di servirsi di vigilanti autorizzati. Tra di loro c'è Angela Abar, ex poliziotta afroamericana che, sotto l'alias di Sorella Notte, opera per conto dell'amico e commissario della polizia di Tulsa Judd Crawford.
Angela fa interrogare un sospettato dell'attacco a un altro vigilante, l'agente Wade Tillman, e anche grazie alle sue capacità deduttive scopre un covo della Cavalleria: fanno irruzione, ma i terroristi scelgono la morte piuttosto che rivelare qualcosa. Più tardi, Crawford subisce un'imboscata mentre si trova da solo e Angela riceve una telefonata anonima che la indirizza a un albero nella campagna di Tulsa: lì, trova il cadavere del commissario, impiccato a un ramo, e un anziano uomo di colore in sedia a rotelle, il bambino del prologo. Nel frattempo, in una tenuta di campagna isolata dal mondo, un redivivo Adrian Veidt si intrattiene coi suoi due domestici.
- Durata: 61 minuti
- Guest star: Frances Fisher (Jane Crawford), Charles Brice (Charlie Sutton), Michael Graziadei (Carmichael), Jessica Camacho (Pirata Jenny), Wayne Pére (sospettato), Geraldine Singer (sig.ra Sweetwater).
- Ascolti USA: telespettatori 799.000 – rating 18-49 anni 0,3%[3]

## Prodezze marziali dei guerrieri comanche a cavallo
- Titolo originale: Martial Feats of Comanche Horsemanship
- Diretta da: Nicole Kassell
- Scritta da: Damon Lindelof e Nick Cuse

### Trama
Angela porta l'anziano nel proprio nascondiglio da vigilante per interrogarlo: l'uomo, Will, sostiene di essere suo nonno e di essere a conoscenza di un complotto in atto, di cui faceva parte anche Crawford, e di averlo ucciso per questo. Angela non crede alle sue parole e decide di non rivelare niente alla polizia, che ritiene che Crawford sia rimasto vittima di una rappresaglia del Settimo Cavalleria. Tuttavia, dopo che un esame del DNA le rivela che Will è effettivamente il nonno che non ha mai conosciuto, decide di indagare e scopre una veste del Ku Klux Klan in uno scomparto segreto a casa di Crawford. Decisa a fare chiarezza sulla vicenda, fa per portare Will alla centrale di polizia, ma l'intera sua automobile viene sollevata da terra e portata via da un magnete gigantesco piovuto dal cielo. Intanto, alla sua tenuta, Veidt mette in scena una rappresentazione teatrale delle origini del Dottor Manhattan utilizzando i suoi domestici, in realtà una serie infinita di cloni.
- Durata: 55 minuti
- Guest star: Don Johnson (Judd Crawford), Frances Fisher (Jane Crawford), James Wolk (Joe Keene Jr.), Jim Beaver (Andy), Robert Wisdom (Seymour), Cheyenne Jackson (Giustizia Mascherata in American Hero Story), Lily Rose Smith (Rosie Abar), Adelynn Spoon (Emma Abar), Jolie Hoang-Rappaport (Bian).
- Ascolti USA: telespettatori 765.000 – rating 18-49 anni 0,3%[4]

## È stata uccisa da rifiuti spaziali
- Titolo originale: She Was Killed by Space Junk
- Diretta da: Stephen Williams
- Scritta da: Damon Lindelof e Lila Byock

### Trama
L'agente speciale ed ex-vigilante Laurie Blake, a capo della task force anti-vigilanti dell'FBI, viene inviata a Tulsa per indagare sull'omicidio di Crawford. Durante il funerale di quest'ultimo, fa la conoscenza di Angela e sventa con lei un attentato della Cavalleria a Joe Keene Jr., senatore repubblicano dell'Oklahoma e figlio di quel Keene che mise al bando i vigilanti nel 1977. Nel corso dell'indagine, Laurie trova dei segni di ruote sulla scena del crimine e lo scomparto segreto vuoto a casa Crawford, iniziando a sospettare un coinvolgimento di Angela nell'occultamento delle prove. Dopo aver concluso uno dei tanti flussi di coscienza telefonici senza risposta inviati al Dottor Manhattan nel suo esilio marziano tramite una cabina speciale, Laurie si vede piovere davanti l'auto di Angela. Nel frattempo, Veidt testa infruttuosamente sui suoi cloni una tuta pressurizzata e viene ripreso da un fantomatico guardiacaccia, che gli intima di non venir meno agli accordi riguardanti la sua prigionia. In segno di sfida, Veidt indossa nuovamente il suo costume da Ozymandias.
- Durata: 53 minuti
- Guest star: Frances Fisher (Jane Crawford), James Wolk (Joe Keene Jr.), Lee Tergesen (Mr. Ombra), Dustin Ingram (Agente Petey), Jessica Camacho (Pirata Jenny), David Andrews (vice direttore Farragut), Lily Rose Smith (Rosie Abar), Adelynn Spoon (Emma Abar).
- Ascolti USA: telespettatori 648.000 – rating 18-49 anni 0,2%[5]

## Se non ti piace la mia storia, scrivi la tua
- Titolo originale: If You Don't Like My Story, Write Your Own
- Diretta da: Andrij Parekh
- Scritta da: Damon Lindelof e Christal Henry

### Trama
La facoltosa Lady Trieu compra un appezzamento di terra da una famiglia dell'Oklahoma, appena prima che qualcosa di proveniente dallo spazio vi si schianti. Angela trova delle pillole nella carcassa della sua auto, affidandole segretamente a Wade perché le faccia analizzare, per poi disfarsi delle prove del coinvolgimento di Will, sotto gli occhi di un vigilante misterioso. Sempre nella macchina, Laurie trova del DNA appartenente a Will e conclude che l'auto potrebbe essere stata trasportata da uno degli avveniristici velivoli delle Trieu Industries, l'azienda che ha rilevato le imprese di Veidt dopo la sparizione di quest'ultimo. In un colloquio presso il suo Millennium Clock, una meraviglia del mondo in fase di costruzione, Lady Trieu fa intendere ad Angela di essere a conoscenza di ciò che tiene nascosto: Will infatti è segretamente suo ospite e, mostrando di essere capace di camminare, dichiara a Treu che a breve farà qualcosa a proposito di Angela. Nel frattempo, Veidt testa i limiti aerei della sua prigione lanciando i corpi dei suoi servitori con una catapulta.
- Durata: 52 minuti
- Guest star: James Wolk (Joe Keene Jr.), Lily Rose Smith (Rosie Abar), Adelynn Spoon (Emma Abar), Jolie Hoang-Rappaport (Bian), Dustin Ingram (Agente Petey), Jessica Camacho (Pirata Jenny).
- Ascolti USA: telespettatori 707.000 – rating 18-49 anni 0,2%[6]

## Una leggera paura dei fulmini
- Titolo originale: Little Fear of Lightning
- Diretta da: Steph Green
- Scritta da: Damon Lindelof e Carly Wray

### Trama
Nel 1985, un giovane Wade sopravvive all'attacco della creatura aliena a New York, soffrendo per il resto della vita di stress post-traumatico. Nel presente, parla a Angela delle pillole, venendo intercettato da Laurie tramite una microspia piazzata sulla sua scrivania: secondo le analisi, le pillole sono Nostalgia, un farmaco che permette di rivivere dei ricordi. A una delle sedute di terapia di gruppo per sopravvissuti dell'attacco, Wade viene ingannato dalla Cavalleria e condotto nella loro base, dove sta testando un teletrasporto. Lì, il senatore Keene gli rivela di essere l'eminenza grigia dietro alla Cavalleria, in combutta con Crawford per mantenere una tregua tra le due parti, ma di non essere spinto da motivi razziali: promettendogli di liberarlo dal suo trauma in cambio di una mano nel neutralizzare Angela, Keene gli mostra un videomessaggio del 1985, in cui Veidt svela di essere l'artefice dell'attacco di New York al futuro Presidente Redford, di cui ha già pianificato l'elezione. Wade si fa intercettare mentre Angela gli confessa dell'occultamento delle prove e Laurie la fa arrestare, non prima però che questa ingerisca tutte le Nostalgia. Veidt, catapultatosi in una tuta pressurizzata, si ritrova su una Europa e vi scrive sulla superficie un SOS con i cadaveri dei suoi domestici, fotografato dalla sonda spaziale Juno. Viene riportato indietro dal guardiacaccia, che lo arresta per non aver rispettato i termini dell'accordo.
- Durata: 59 minuti
- Guest star: James Wolk (Joe Keene Jr.), Paula Malcomson (Renee), Steve Coulter (Simmons), Cheyenne Jackson (Giustizia Mascherata in American Hero Story).
- Ascolti USA: telespettatori 752.000 – rating 18-49 anni 0,3%[7]

## Questo essere straordinario
- Titolo originale: This Extraordinary Being
- Diretta da: Stephen Williams
- Scritta da: Damon Lindelof e Cord Jefferson

### Trama
Nonostante Laurie tenti di farle autorizzare una lavanda gastrica temendo che l'overdose di Nostalgia possa ridurla in stato vegetativo, Angela sceglie di rivivere i ricordi del nonno, recluta del corpo di polizia di New York nei tardi anni trenta. Will si è rifatto una vita con un'altra sopravvissuta del massacro, che continua a tormentarlo; presto, si imbatte nel razzismo radicato all'interno della polizia e, dopo essere stato quasi linciato dai colleghi per aver arrestato un membro del misterioso "Ciclope", salva una coppia da un'aggressione indossando un cappuccio e diventa così un beniamino della stampa. Spinto dalla moglie, decide di combattere le ingiustizie e investigare sul Ciclope nei panni di Giustizia Mascherata; le sue azioni ispirano altri vigilanti, tra cui Captain Metropolis, che lo invita nei Minutemen, e con cui Will comincia una relazione segreta. Oltre a dover nascondere la sua etnia agli altri Minutemen, però, lui e le sue preoccupazioni riguardo al Ciclope finiscono per venire nuovamente sminuiti. Alcuni anni più tardi, Will scopre che il Ciclope è un piano del KKK volto a utilizzare il controllo mentale sugli afroamericani per farli uccidere tra di loro, tramite un proiettore speciale. Vistosi rifiutare ancora una volta un aiuto da parte di Metropolis, Will fa irruzione da solo nel quartier generale del Ciclope, compiendo una strage e distruggendone i prototipi. La moglie lo abbandona e torna a Tulsa col loro figlio piccolo. Nel 2019, Will usa proprio una forma modificata del Ciclope per spingere Crawford a impiccarsi docilmente, rinfacciandogli l'appartenenza di suo nonno al KKK. Al suo risveglio, Angela si ritrova da Lady Trieu, che, essendo le Nostalgia una sua tecnologia, è riuscita a darle le cure necessarie.
- Durata: 61 minuti
- Guest star: Jovan Adepo (Will Reeves da giovane/Giustizia Mascherata), Jake McDorman (Nelson Gardner/Capitan Metropolis), Glenn Fleshler (Fred), Cheyenne Jackson (Giustizia Mascherata in American Hero Story), Danielle Deadwyler (June), Erik Palladino (agente Art), Valeri Ross (June da anziana).
- Ascolti USA: telespettatori 620.000 – rating 18-49 anni 0,2%[8]

## Un'ammirazione quasi religiosa
- Titolo originale: An Almost Religious Awe
- Diretta da: David Semel
- Scritta da: Stacy Osei-Kuffour e Claire Kiechel

### Trama
Durante la disintossicazione dalle Nostalgia, Angela rivive diversi episodi della sua infanzia a Saigon, tra cui la morte dei genitori per mano di un terrorista e quella della nonna, venuta per portarla via dall'orfanotrofio in cui viveva. Laurie, che ha ascoltato Angela raccontare le memorie di Will in uno stato di incoscienza, si reca dalla vedova di Crawford per aggiornarla sulle indagini, ma anch'essa si rivela parte del complotto; catturata dalla Cavalleria, Laurie scopre da Keene che il piano del moderno Ciclope consiste nel catturare e uccidere il Dottor Manhattan, per assorbirne i poteri e vendicarsi con essi delle inegueglianze sociali verso i bianchi. Nel frattempo, Angela scopre da Trieu, alleata di Will nel contrastare la minaccia della Cavalleria, che il Dottor Manhattan non si trova su Marte come comunemente creduto, bensì proprio a Tulsa, dove vive sotto le sembianze di un normale essere umano. Tornata a casa, Angela si confronta col marito Cal, dichiarandogli il proprio amore prima di fracassargli il cranio con un martello, estraendo da esso un oggetto simile al simbolo dell'idrogeno di Manhattan, al che Cal s'illumina di blu. Nel frattempo, Veidt subisce senza particolare interesse il processo-farsa del Guardacaccia.
- Durata: 58 minuti
- Guest star: Don Johnson (Judd Crawford), Frances Fisher (Jane Crawford), James Wolk (Joe Keene Jr.), Jolie Hoang-Rappaport (Bian), Dustin Ingram (Agente Petey), Jessica Camacho (Pirata Jenny), Valeri Ross (June da anziana), Faithe Herman (Angela da giovane), Jennifer Vo Le (agente Jen), Jovan Adepo (Will Reeves da giovane), Danielle Deadwyler (June).
- Ascolti USA: telespettatori 779.000 – rating 18-49 anni 0,3%[9]

## Un dio entra in un bar
- Titolo originale: A God Walks into Abar
- Diretta da: Nicole Kassell
- Scritta da: Jeff Jensen e Damon Lindelof

### Trama
Nel 2009 in Vietnam, il Dottor Manhattan si avvicina ad Angela e la convince a cenare con lui, poiché si innamoreranno nel futuro. Angela è molto scettica, ma Manhattan, dopo aver spiegato la sua percezione non lineare del tempo, gli racconta che dal 1985 è stato su Europa a creare la vita: una valle con un maniero abitato da cloni su immagine e somiglianza di una coppia che aveva conosciuto da ragazzino.
Mesi dopo vediamo come Angela lo aiuta ad assumere l'identità e l'aspetto di Cal. A causa dei suoi poteri però la relazione si fa sempre più complicata (come era accaduto in passato). Decide di recarsi da Veidt nella sua base in Antartide e di farsi dare un dispositivo in grado di procuragli un'amnesia e quindi di dimenticarsi dei suoi poteri. In cambio, su richiesta di Veidt, Manhattan lo teletrasporta su Europa dove può governare la terra che ha creato. Nel 2019, una volta ripreso possesso delle sue abilità, racconta ad Angela che dieci anni prima aveva parlato con suo nonno Will. Angela, parlando a Manhattan nel 2019, riesce a comunicare con il Will del 2009 e gli chiede come faceva a conoscere i segreti di Judd. Così facendo però si rende conto di aver generato un paradosso: è lei stessa che rivela le delicate informazioni al Will del passato e dargli motivo di tornare a Tulsa. Intanto la Cavalleria li attacca per poter rapire il dottor Manhattan e, nonostante gli sforzi di Angela, viene risucchiato da un cannone tachionico. 
In una scena dopo i titoli di coda, il Guardia Caccia regala a un Veidt prigioniero un'altra torta di compleanno nel quale trova un ferro di cavallo con il quale inizia a scavare un tunnel di fuga.
- Durata: 63 minuti
- Guest star: Lily Rose Smith (Rosie Abar), Adelynn Spoon (Emma Abar).
- Ascolti USA: telespettatori 822.000 – rating 18-49 anni 0,3%[10]

## Guarda come volano
- Titolo originale: See How They Fly
- Diretto da: Frederick E.O. Toye
- Scritto da: Nick Cuse e Damon Lindelof

### Trama
Mentre Adrian registra il suo messaggio per il futuro presidente Redford nel 1985, Bian - all'epoca una delle sue domestiche - riesce a infiltrarsi nel suo ufficio e a rubare una fiala del suo sperma, con cui si feconda da sola; successivamente, nel 2008, Lady Trieu raggiunge la base di Veidt in Antartide e gli rivela di essere sua figlia e di avere intenzione di ottenere le facoltà di Manhattan per salvare il mondo ma di avere bisogno del suo aiuto. Ai tempi nostri Veidt, dopo aver chiesto aiuto alla figlia con un messaggio scritto con i corpi dei suoi servitori-cloni su Europa, viene salvato dalla stessa e portato nel suo laboratorio di Tulsa; poco dopo, nel luogo dove si tiene la riunione dei vertici di Ciclope, Laurie viene avvicinata da Wade mascherato da membro del Settimo Cavalleria e poco dopo, nella gabbia appositamente realizzata, vi viene teletrasportato Jon. Il senatore Keene Jr. aziona quindi il macchinario per assorbire i poteri di Manhattan con esiti tuttavia disastrosi e poco dopo anche Angela giunge sul posto: approfittando della confusione Manhattan teletrasporta Veidt, Laurie e Wade nella base del primo in Antartide per poi scomparire a causa del macchinario della Trieu; poco prima che questa riesca a completare il suo piano, Veidt scatena una bufera di calamari congelati sulla città distruggendo il Millennium Clock e fermando la figlia. Angela ha quindi modo di ricongiungersi con i figli e il nonno, che invita a stare da lei, mentre Laurie e Wade arrestano Veidt per i crimini di New York. Nel finale Angela trova l'uovo in cui Jon diceva di poter trasferire i suoi poteri così che chi se ne cibasse li avrebbe potuti assorbire, ma la scena si interrompe prima di scoprire se effettivamente la detective li abbia ottenuti.
- Durata: 67 minuti
- Guest star: Frances Fisher (Jane Crawford), James Wolk (Joe Keene Jr.), Robert Ray Wisdom (Seymour), Jolie Hoang-Rappaport (Bian), Elyse Dinh (vera Bian/Donna delle pulizie), Jessica Camacho (Pirata Jenny), Lily Rose Smith (Rosie Abar), Adelynn Spoon (Emma Abar), Jovan Adepo (Will Reeves da giovane).
- Ascolti USA: telespettatori 935.000 – rating 18-49 anni 0,3%[11]